# ديريك ميلس
ديريك ميلس (بالإنجليزية: Derek Mills) (و. 1972  م) هو عداء سريع أمريكي، ولد في واشنطن العاصمة، شارك في الألعاب الأولمبية الصيفية 1996.

## روابط خارجية
- ديريك ميلس على موقع الاتحاد الدولي لألعاب القوى (الإنجليزية)
- ديريك ميلس على موقع أوليمبيديا (الإنجليزية)